# كلاتة الياس (تكاب)
كلاتة الياس (بالفارسية: کلاته الیاس) هي قرية تقع في إيران في Takab Rural District.